# 富岡秀長
富岡 秀長（とみおか ひでなが、（生没年不詳））は、戦国時代後期の武将。上野国小泉城（現在の群馬県大泉町）城主。富岡秀高の子。兄弟に富岡氏高・秀秋がいる。通称は六郎四郎。子に富岡光長。
富岡氏は結城氏の庶流であり、上野赤井氏に臣従していた。永禄5年（1562年）長尾景虎（上杉謙信）の上野侵攻により赤井氏が没落すると、その旧領は館林領と小泉領とに二分され、館林城は足利長尾氏に与えられた。しかし小泉領は富岡氏が勢力を伸ばし、景虎に認められている。その後、両隣の足利長尾氏、由良氏が上杉方から北条方に鞍替えした為、両氏と抗争を繰り返した。しかし永禄12年（1569年）迄には富岡氏も北条方となり、越相同盟を迎えている。
秀長（六郎四郎）の名は天正5年（1577年）に北条氏政の麾下として表れており、天正9年（1580年）には駿河まで出陣し、武田氏と戦っている。
天正10年（1582年）には、織田家臣・滝川一益に服属したと考えられるが、神流川の戦いにはどちらにも参陣せず、北条氏直より不審を買っている。以降は一貫し北条氏に従う。
天正12年（1584年）、長尾顕長、由良国繁の兄弟が反北条方に寝返り沼尻の合戦が勃発、佐竹義重、佐野宗綱等が何度も小泉城に攻め寄せるがこれを全て撃退し、北条氏直から、秀長、氏高兄弟へ感状が送られている。
天正18年（1589年）、豊臣秀吉の小田原征伐に際し小田原北条氏麾下として小田原城に篭城し、北条氏の敗戦に連座し所領を失った。
子孫は徳川氏に仕え、江戸幕府の旗本となった。